# Francesco Cabras
Francesco Cabras (nacido en Roma, 1966) es un actor italiano. Él es conocido por desempeñar el papel de Gestas en La Pasión de Cristo.
Actualmente trabaja como director, escritor, camarógrafo y productor.
Su debut como actor le valió el 1996 Nanni Moretti, premio al mejor actor principal.
- Datos: Q919572